# Earl Robertson
Earl Cooper „Robbie“ Robertson (* 24. November 1910 in Bengough, Saskatchewan; † 19. Januar 1979) war ein kanadischer Eishockeytorwart, der im Verlauf seiner aktiven Karriere zwischen 1928 und 1942 unter anderem 205 Spiele für die Detroit Red Wings und New York/Brooklyn Americans in der National Hockey League bestritten hat. In Diensten der Detroit Red Wings feierte Robertson im Jahr 1937 mit dem Gewinn des Stanley Cups seinen größten Karriereerfolg. Darüber hinaus war er 1939 Mitglied des NHL Second All-Star Teams.

## Karriere
Robertson benötigte lange, um im Profibereich Fuß zu fassen. Nach Stationen im Juniorenbereich bei den Regina Falcons und Vancouver Monarchs wagte er im Jahr 1928 den Sprung in die Pacific Coast Hockey League. Dort war der Torwart in den folgenden drei Jahren für die Victoria Cubs und Tacoma Tigers tätig. Anschließend zog es den Kanadier in die California Hockey League zu den Hollywood Stars. In den folgenden Spieljahren bis 1937 waren die Edmonton Eskimos, für die Robertson in der Western Canada Hockey League und North West Hockey League zwischen den Pfosten stand, sowie Windsor Bulldogs, Rochester Cardinals und Pittsburgh Hornets aus der International Hockey League weitere Stationen des Torhüters.
Nachdem Robertson bereits im Sommer 1936 von den Windsor Bulldogs für 1.500 US-Dollar an die Detroit Red Wings aus der National Hockey League verkauft worden war und diese ihn im Saisonverlauf bei den Pittsburgh Hornets eingesetzt hatten, kam er im Verlauf der Stanley-Cup-Playoffs 1937 im Alter von 26 Jahren zu seinem NHL-Debüt, nachdem sich Stammtorwart Normie Smith verletzt hatte. Robertson bestritt im Verlauf der Playoffs sechs Spiele, davon fünf in der Finalserie gegen die New York Rangers, und war mit zwei Shutouts maßgeblich am zweiten Stanley-Cup-Gewinn der Red Wings in ihrer Franchise-Geschichte beteiligt. Trotz des Erfolgs trennten sich die Detroit Red Wings bereits im Mai 1937 – keinen Monat nach dem Titelgewinn – von ihrem Torwart und gaben ihn im Tausch für John Doran und 7.500 US-Dollar an die New York Americans ab.
Bei den New York Americans gelang dem Schlussmann schließlich der Durchbruch in der NHL und er war in den folgenden vier Jahren bis 1941 Stammtorwart des Klubs. In Diensten der Amerks gelang es Robertson am Ende der Saison 1938/39 ins NHL Second All-Star Team gewählt zu werden; in der Saison 1940/41 gewann er allerdings nur sechs von 36 Spielen. Nachdem sich das Team vor der Spielzeit 1941/42 in Brooklyn Americans umbenannt hatte und er bereits in der Vorsaison einige Partien für die Springfield Indians in der American Hockey League bestritten hatte, verlor Robertson seinen Stammplatz an Chuck Rayner und absolvierte lediglich zwölf Spiele im Saisonverlauf. Hauptsächlich kam er in der AHL für Springfield zum Einsatz. Nach der Saison kehrte er nicht mehr in die NHL zurück.
In der Folge kehrte Robertson in seine kanadische Heimat zurück und spielte zwischen 1943 und 1944 mit den Edmonton Vics um den Allan Cup. Er verstarb im Januar 1979 zwei Monate nach seinem 69. Geburtstag.

## Erfolge und Auszeichnungen
- 1936 IHL Second All-Star Team
- 1937 Stanley-Cup-Gewinn mit den Detroit Red Wings
- 1939 NHL Second All-Star Team

## NHL-Statistik
(Legende zur Torhüterstatistik: GP oder Sp = Spiele insgesamt; W oder S = Siege; L oder N = Niederlagen; T oder U oder OT = Unentschieden oder Overtime- bzw. Shootout-Niederlage; Min. = Minuten; SOG oder SaT = Schüsse aufs Tor; GA oder GT = Gegentore; SO = Shutouts; GAA oder GTS = Gegentorschnitt; Sv% oder SVS% = Fangquote; EN = Empty Net Goal; 1 Play-downs/Relegation; Kursiv: Statistik nicht vollständig)